# 브라티슬라바 공항

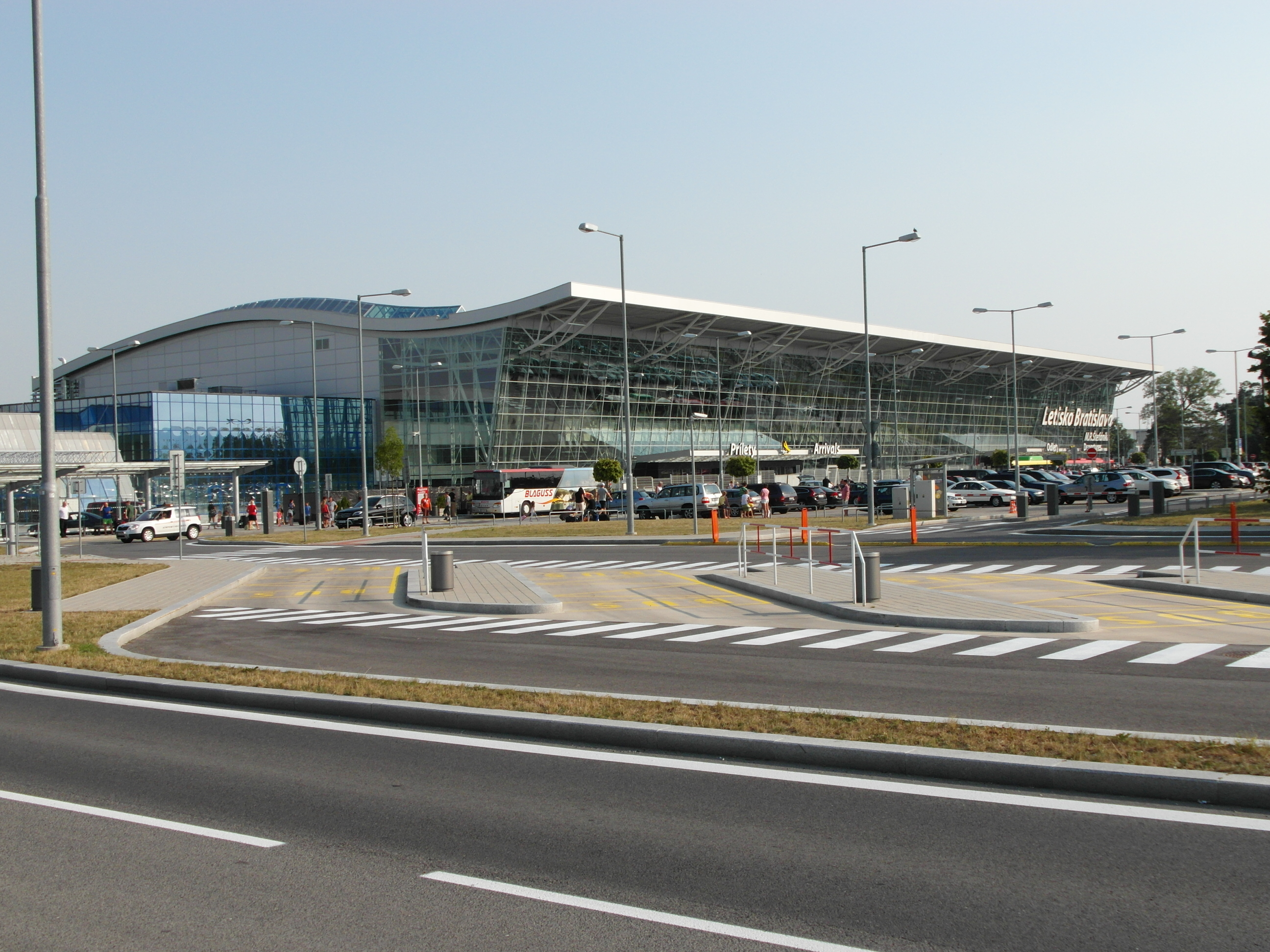

브라티슬라바 공항(Bratislava Airport, M. R. Štefánik Airport, 슬로바키아어: Letisko M. R. Štefánika, 독일어: Flughafen M. R. Štefánik, IATA: BTS, ICAO: LZIB)은 브라티슬라바 중심지에서 북동쪽으로 약 9킬로미터 지점에 위치한 공항이다. 슬로바키아의 주요 국제공항이다. 1993년 슬로바키아의 독립 직후, 1919년 브라티슬라바 주변에 항공기 충돌 사건과 관련된 장군 밀란 라스티슬라프 스테파니크의 이름을 따서 지어졌다.
이 공항의 소유 및 운영은 Letisko M. R. Štefánika – Airport Bratislava(BTS)이다.